# Пинту, Жуан Домингуш
Жуа́н Доми́нгуш да Си́лва Пи́нту (Жоао Пинту I, порт. João Domingos da Silva Pinto; род. 21 ноября 1961, Оливейра-ду-Дору, Португалия) — португальский футболист, защитник. Бронзовый призёр чемпионата Европы 1984 года.

## Карьера

### Клубная
Жуан Домингуш Пинту всю карьеру игрока провёл в одном клубе — «Порту». Защитник начал выступать за команду в 1981 году и в сезоне 1983/84 впервые стал обладателем национального кубка, а через год выиграл чемпионат Португалии. 18 сентября 1985 года в матче первого раунда против «Аякса» Пинту дебютировал в Кубке чемпионов
.
В победном для «Порту» финале Кубка чемпионов 1986/87 Жуан Пинту был капитаном команды. В дальнейшем футболист принял участие в матчах за Суперкубок УЕФА
 и Межконтинентальный кубок.
В сезоне 1987/88 «Порту» с Жуаном Пинту в составе удался «золотой дубль», 32 года спустя после предыдущего подобного успеха. Всего же за время выступления Пинту за команду Порту выиграл 7 чемпионатов и 4 кубка страны. Защитник завершил карьеру летом 1997 года, выиграв перед этим три чемпионских титула подряд.

### В сборной
За сборную Португалии Жуан Домингуш Пинту впервые сыграл 10 февраля 1983 года в товарищеском матче со сборной Франции, заменив Виргилиу во втором тайме встречи
.
28 октября того же года в матче с Польшей защитник дебютировал в отборочном турнире к чемпионату Европы—84
.
В последнем матче отборочного этапа (против сборной СССР) Пинту также принял участие и летом 1984 года поехал вместе с командой на финальную часть континентального первенства. На чемпионате Европы футболист провёл на поле все 4 матча своей команды и стал полуфиналистом турнира.
В рамках отборочного турнира к чемпионату мира—86 Жуан Пинту отыграл без замен все 8 матчей
 и оказался в заявке сборной на финальный турнир, однако ни одного матча в Мексике не сыграл. Не участвовал Пинту и в первых 4 матчах отборочного турнира к чемпионату Европы—88, когда сборную возглавлял Руй Сеабра. Однако с приходом на пост тренера Жуки защитник вновь стал играть за национальную команду
.
Единственный в своей карьере гол за сборную Жуан Домингуш Пинту забил 26 апреля 1989 года в отборочном матче чемпионата мира против команды Венгрии. В 1996 году футболист завершил карьеру в национальной команде. Последней игрой Пинту за сборную стала товарищеская встреча с Украиной, состоявшаяся 9 ноября 1996 года
.
Всего на счету защитника 71 матч за сборную Португалии.

### Тренерская
С 2010 по 2011 год Жуан Пинту был главным тренером клуба «Спортинг» (Ковильян). В 2013 году непродолжительное время возглавлял «Шавеш».

## Достижения
Португалия
- Бронзовый призёр чемпионата Европы: 1984

«Порту»
- Чемпион Португалии (7): 1984/85, 1984/85, 1984/85, 1992/93, 1984/85, 1995/96, 1996/97
- Обладатель кубка Португалии (4): 1983/84, 1987/88, 1990/91, 1993/94
- Обладатель суперкубка Португалии (9): 1981, 1983, 1985, 1986, 1990, 1992, 1994, 1995, 1996
- Обладатель Кубка европейских чемпионов: 1986/87
- Обладатель Суперкубка УЕФА: 1987
- Обладатель Межконтинентального кубка: 1987